# Gare de Strasbourg-Port-du-Rhin
La gare de Strasbourg-Port-du-Rhin est une gare ferroviaire française de la ligne de Strasbourg-Ville à Strasbourg-Port-du-Rhin située dans le quartier du Port du Rhin à Strasbourg. C'est la dernière gare française avant le pont sur le Rhin et la frontière allemande.
Elle est aujourd’hui ouverte uniquement au trafic fret et dessert le port autonome de Strasbourg.

## Situation ferroviaire

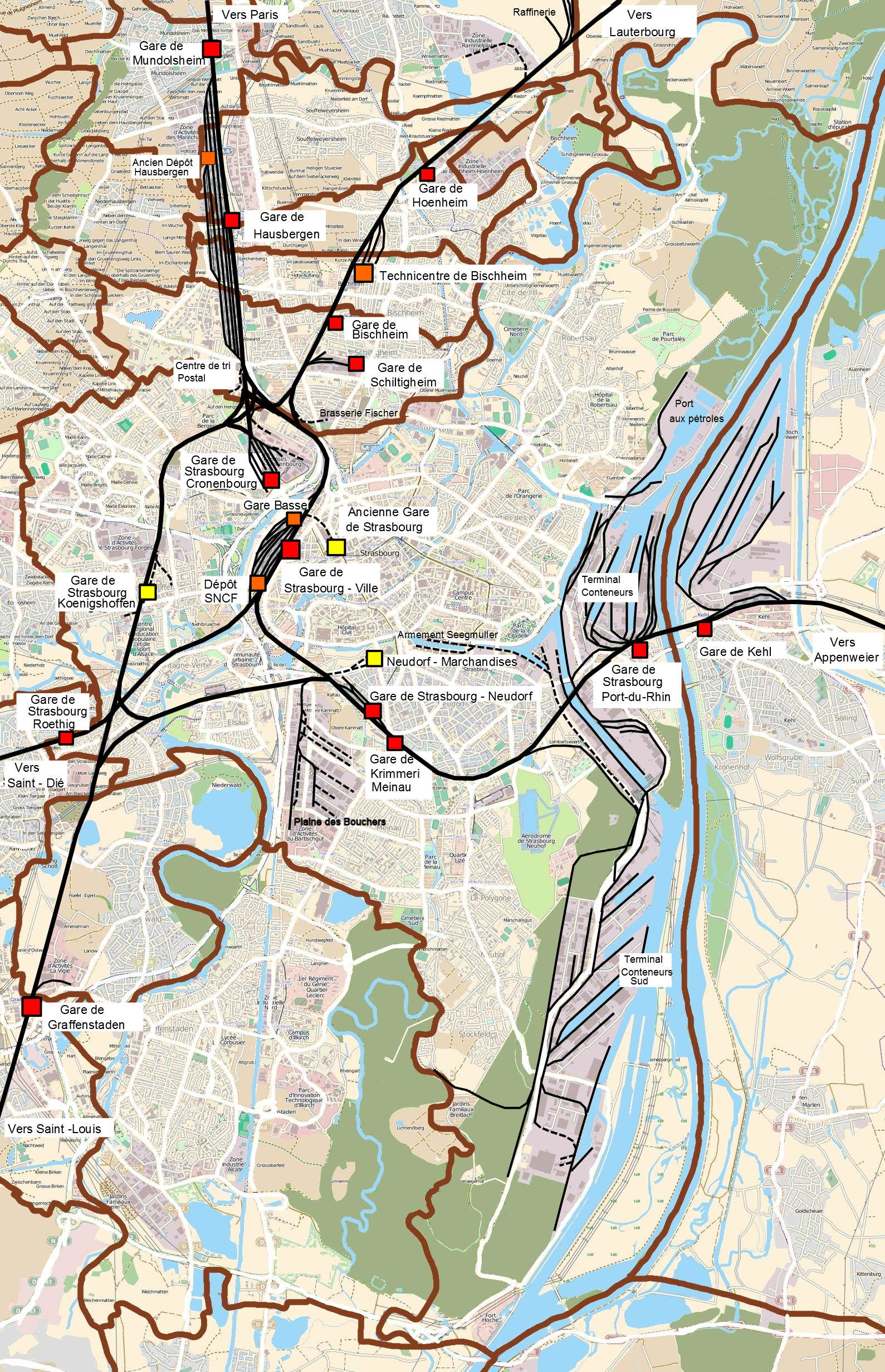
Plan du système ferroviaire de Strasbourg.

Établie à 142 mètres d'altitude, la gare de Strasbourg-Port-du-Rhin est située au point kilométrique 7,233 de la ligne de Strasbourg-Ville à Strasbourg-Port-du-Rhin (la gare précédente est Krimmeri-Meinau). Cette ligne permet l'accès au réseau ferré allemand, la gare suivante est Kehl sur la ligne d'Appenweier à Kehl.
Elle constitue la gare de jonction entre le réseau ferré national et le réseau ferré du port autonome de Strasbourg (PAS).
En raison de la configuration des voies de la gare, il est impossible d’entrer ou de sortir depuis la direction de l’Allemagne. Les trains en provenance ou à destination de l’Allemagne sont obligés de se rendre à Strasbourg-Neudorf pour y effectuer un tête à queue.

## Histoire
La gare du Port-du-Rhin (« Rheinhafen ») est mise en service par la Direction générale impériale des chemins de fer d'Alsace-Lorraine (EL) au début du XXe siècle, lorsque le port de Strasbourg s'implante à son emplacement actuel.
En plus du trafic marchandises, la gare est également ouverte au service des voyageurs. Sa fréquentation est alors principalement représentée par les ouvriers du port et des entreprises voisines. La gare aux marchandises — appelée « gare locale » — se trouvait à proximité du bassin du Commerce tandis que la gare voyageurs était située vers le centre du quartier, à l'angle des actuelles rue Coulaux et route de l'Île des Épis. Elle comportait un bâtiment voyageurs en grès rose et un quai central desservi par deux voies. L'accès au quai se faisait par un escalier situé sous le pont de chemin de fer. Un bâtiment comportant un logement de service pour les gérants de la gare (dont les plans ont été validés en 1901) se trouvait en face du bâtiment voyageurs. Outre la gare aux marchandises et la gare voyageurs, de nombreux embranchements desservent les différents bassins et entreprises du port.
Le 19 juin 1919, la gare entre dans le réseau de l'Administration des chemins de fer d'Alsace et de Lorraine (AL), à la suite de la victoire française lors de la Première Guerre mondiale. Puis, le 1er janvier 1938, cette administration d'État forme avec les autres grandes compagnies la SNCF, qui devient concessionnaire des installations ferroviaires strasbourgeoises.
Le faisceau triage de la gare est agrandi en 1920 pour faire face à l’augmentation du trafic portuaire.
En 1929, sept allers-retours quotidiens (six les dimanches et fêtes) à destination d'Appenweier assurent la desserte voyageurs.
En 1930 on projette la construction d’une nouvelle gare de triage au sud du port. Cette dernière doit pouvoir recevoir et former des trains pour les directions de Bâle, Saint-Dié-des-Vosges, Hausbergen et Kehl. Une première étape prévoit la réalisation d’un faisceau d’entrée de 12 voies, d’un faisceau de triage de 38 voies comportant deux bosses de gravité, d’un faisceau de sortie de 13 voies, d’un faisceau de classement de 14 voies desservie par une bosse, d’un faisceau pour trains directs de 3 voies et un dépôt pouvant accueillir 38 machines. Ces installations doivent permettre de traiter 2 400 à 4 200 wagons par jour. Une seconde étape envisage la réalisation d’infrastructures supplémentaires avec 12 voies d’entrée, 28 voies de triage, 9 voies de sortie, 14 voies de classement et une extension du dépôt pour 171 machines. Le trafic pourrait alors atteindre 3 900 à 6 700 wagons quotidiens. Ces travaux ne seront finalement jamais réalisés.
L'accord franco-allemand du 13 avril 1925 concernant les gares frontières cesse d'être en vigueur à partir du 13 avril 1939 après avoir été dénoncé par le Reich. La SNCF envisage alors la construction d'une gare douanière à Strasbourg-Port-du-Rhin ou à Strasbourg-Neudorf. Le projet est abandonné à la suite de la déclaration de guerre entre la France et l'Allemagne.
Lors de l'annexion allemande de l'Alsace-Lorraine, c'est la Deutsche Reichsbahn qui gère la gare pendant la Seconde Guerre mondiale, du 1er juillet 1940 jusqu'à la Libération (en 1944 – 1945).
La gare du Port-du-Rhin comportait également un dépôt-relais secondaire.
La gare était encore ouverte au service des voyageurs au début des années 1950. Cependant le quai central et le bâtiment voyageurs sont détruits entre 1956 et 1958 lors des travaux de construction du nouveau pont sur le Rhin mettant ainsi un terme à la desserte voyageurs. Un nouveau bâtiment, à usage de bureaux, est construit à l'emplacement de l'ancien bâtiment voyageurs.
En 1964 le trafic marchandises de la gare du Port-du-Rhin était de 6,5 millions de tonnes.
La bosse située à l’entrée du sous-triage permettait le tri des wagons à la gravité.
Dans les années 1970, la gare dispose de trois A1AA1A 62000 pour le débranchement des wagons et la desserte des embranchements et extensions du port.
Un tube pneumatique était installé entre le bâtiment de bureaux et le poste 1.
Bien que la gare n’était plus desservie par des trains de voyageurs, un guichet permettant l’achat de billets et l’envoi de colis a subsisté jusqu’en 1985.
La Compagnie nouvelle de conteneurs (CNC), devenue Naviland Cargo, a transféré ses activités de la gare de Strasbourg-Cronenbourg au terminal nord du Port-du-Rhin en juin 2005.
En 2006, les manœuvres en gare sont confiées à Fertis, une filiale de VFLI (aujourd’hui Captrain France).
En 2011, la propriété des voies desservant le port a été transférée au Port autonome de Strasbourg. En décembre de la même année, OSR France (aujourd’hui Lineas France) devient opérateur ferroviaire de proximité sur le port. Le réseau ferré portuaire et le poste 1 sont gérés par Socorail depuis 2013. Les voies principales de la ligne de Strasbourg-Ville à Strasbourg-Port-du-Rhin font toujours partie du réseau ferré national. 
Dans les années 2010, le réseau ferré portuaire est amputé de plusieurs kilomètres de voies : les voies situées rue de la Minoterie, rue du Havre — ces dernières permettaient d’accéder au môle Seegmuller — et rue de la Ganzau sont déposées.
Le projet d'une desserte voyageurs a été envisagé dans le cadre de l'extension de la ligne D du tramway, mais a finalement été abandonné.
Des travaux de réfection sur le pont tournant ferroviaire du canal de la Marne au Rhin, construit en 1925, sont réalisés en 2018. La même année, le trafic représente environ 6 500 trains et 25 000 manœuvres. Le faisceau de triage de la gare est allongé et électrifié en 2020. Le terminal conteneurs sud dispose de plusieurs voies ferrées inutilisées que le port souhaite remettre en service comme alternative au terminal nord qui approche de la saturation. Le port désire ainsi aménager une extension du terminal sud à l’horizon 2026. D’une superficie de 4,2 hectares, celle-ci comportera deux nouvelles voies de 750 mètres, un mur de quai de 140 mètres et une grue portique trimodale.
En 2024, Fret SNCF reprend les manœuvres en gare ainsi que les dessertes. 
Évolution du trafic en gare du Port-du-Rhin
| Année | Tonnes de marchandises | Conteneurs |
| ----- | ---------------------- | ---------- |
| 2005  | 1 735 978              | 4 665      |
| 2006  | 1 924 979              | 15 902     |
| 2007  | 2 137 823              | 26 185     |
| 2008  | 1 992 741              | 41 033     |
| 2009  | 1 674 782              | 35 660     |
| 2010  |                        | 38 009     |
| 2011  |                        | 65 356     |
| 2012  | 1 761 663              | 83 568     |
| 2013  | 1 490 014              | 73 924     |
| 2014  | 1 553 210              | 66 059     |
| 2015  | 1 863 127              | 83 049     |
| 2016  | 1 256 457              | 60 142     |
| 2018  | 1 311 155              | 67 740     |
| 2019  | 1 365 000              | 73 293     |
| 2020  | 1 230 000              | 70 887     |
| 2021  | 1 150 000              | 70 500     |
| 2022  | 1 200 000              | 79 330     |
| 2023  | 966 121                | 68 234     |

## Service du fret

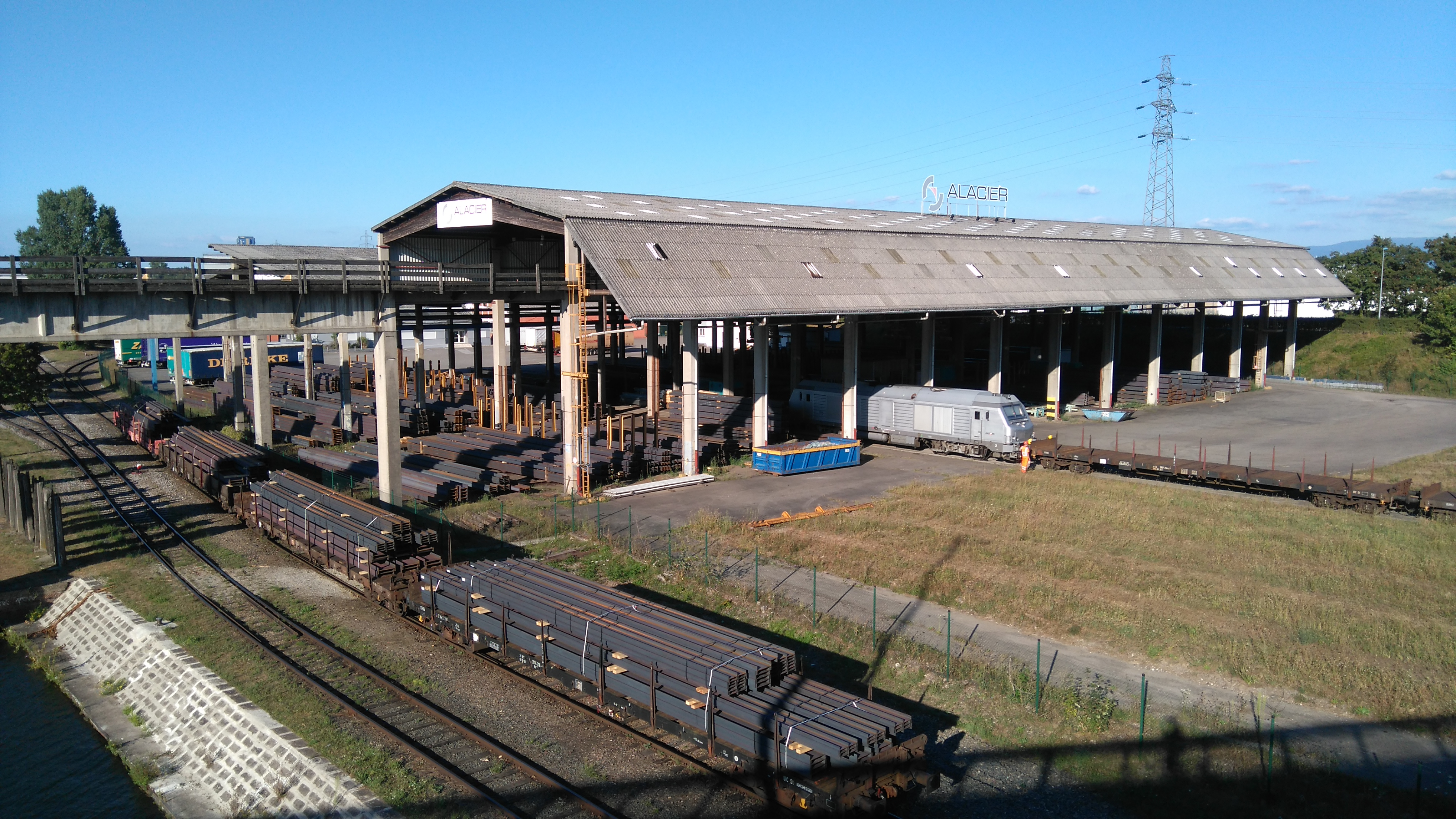
Desserte ferroviaire de l'embranchement Alacier.

Cette gare dessert le réseau ferré du port autonome de Strasbourg. Elle est ouverte au trafic en wagon isolé.

### Installations ferroviaires
Le bâtiment de bureaux de la gare se trouve à l'angle de la rue Coulaux et de la route de l'Île des Épis. Le poste 1 est situé juste en face de l'autre côté des voies, rue du bassin de l'Industrie.
La gare comporte plusieurs faisceaux : le « triage » avec 14 voies (voies 5 à 18 ; les voies 2, 3 et 4, en impasse, sont fermées à la circulation), le « sous-triage » avec huit voies (voies 22 et 24 à 30) et « l’Orangerie » avec quatre voies (voies 31, 32, 38 et 40). Le terminal conteneurs nord est situé à l’emplacement de l’ancienne « gare locale » et compte six voies.
Le réseau ferré portuaire représente une centaine de kilomètres de voies. De par son étendue, il est divisé en cantons gérés par l’aiguilleur du poste 1. Entre 15 et 20 installations terminales embranchées sont desservies régulièrement. L’accès au secteur sud du réseau ferré portuaire peut également se faire par la gare de Strasbourg-Neudorf.
Un pont tournant ferroviaire permet la traversée du canal de la Marne au Rhin et la desserte du port aux pétroles situé à la Robertsau.

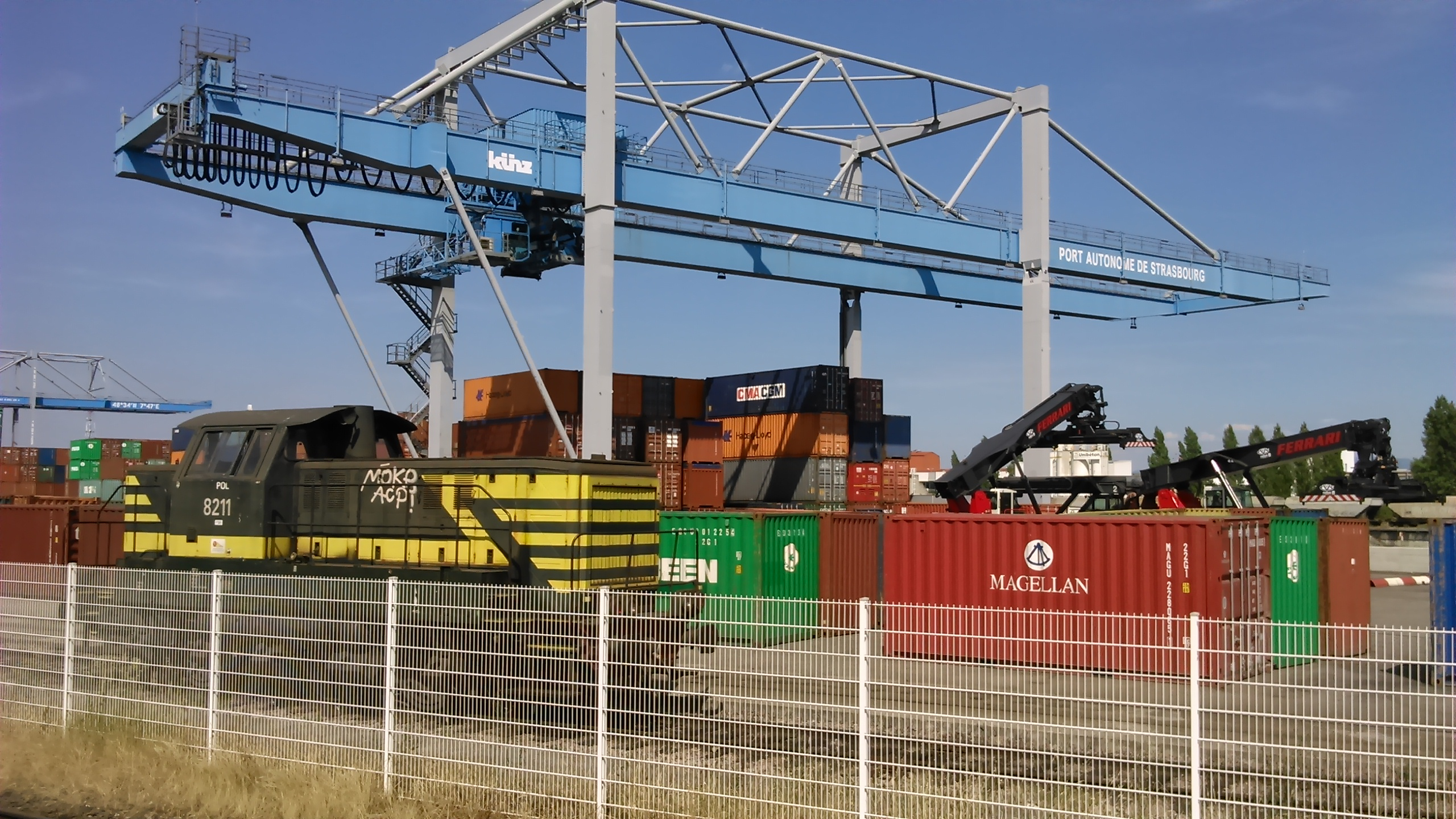
Locomotive OSR sur le terminal conteneurs nord.
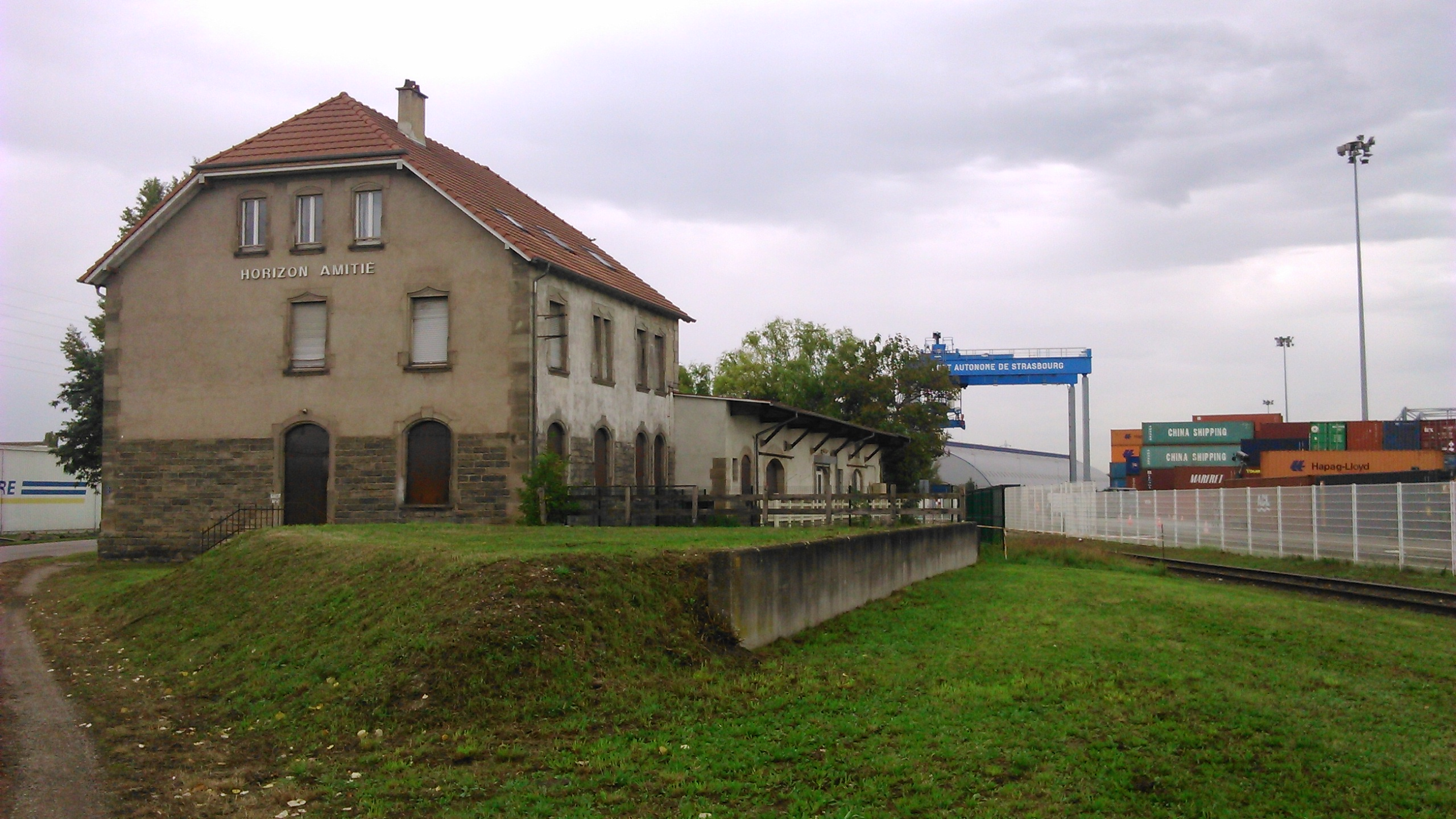
L'ancien bâtiment de la gare locale et le terminal conteneurs nord.
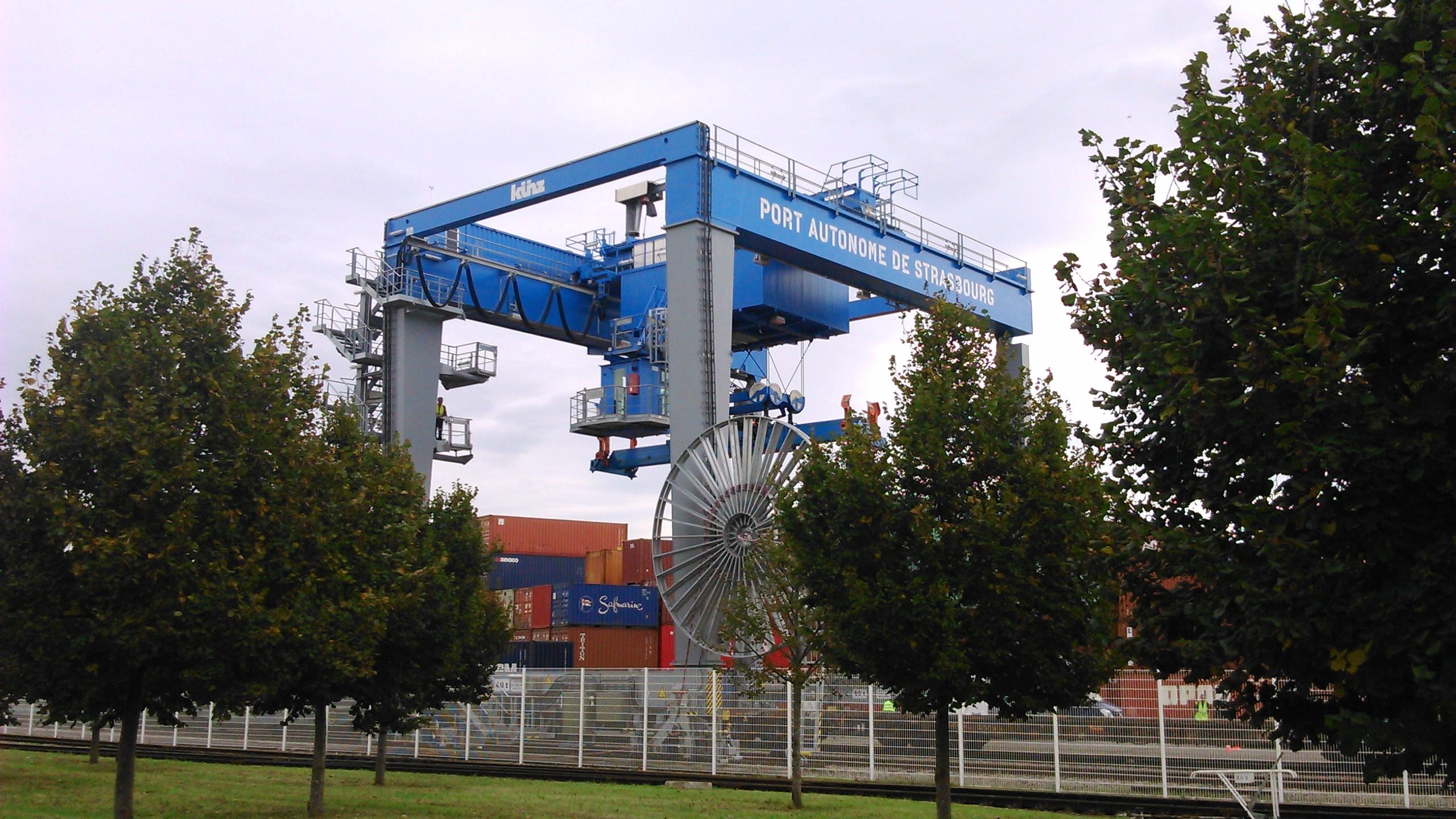
Portique à conteneurs sur le terminal nord.
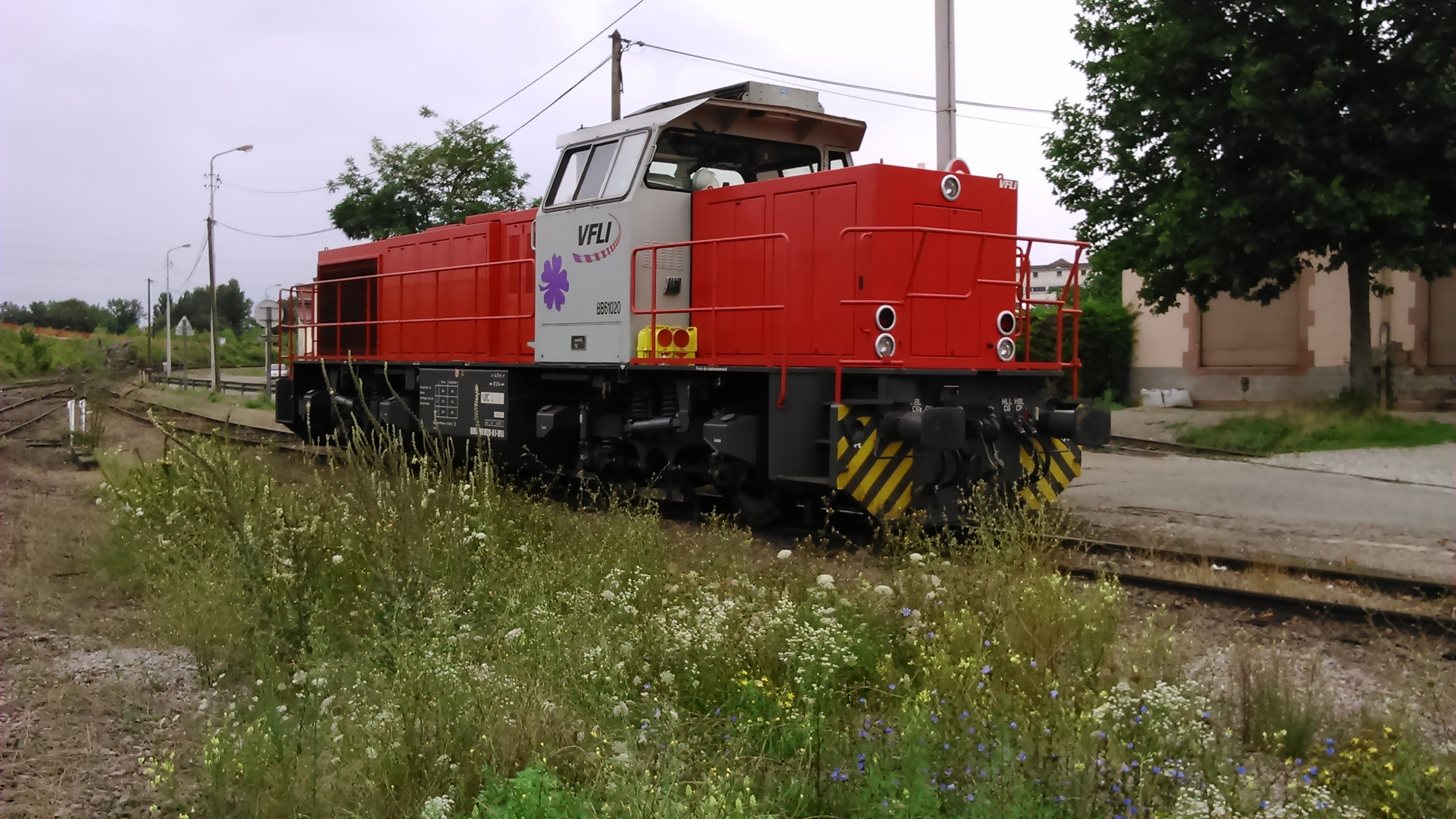
Locomotive VFLI en gare de Strasbourg-Port-du-Rhin.
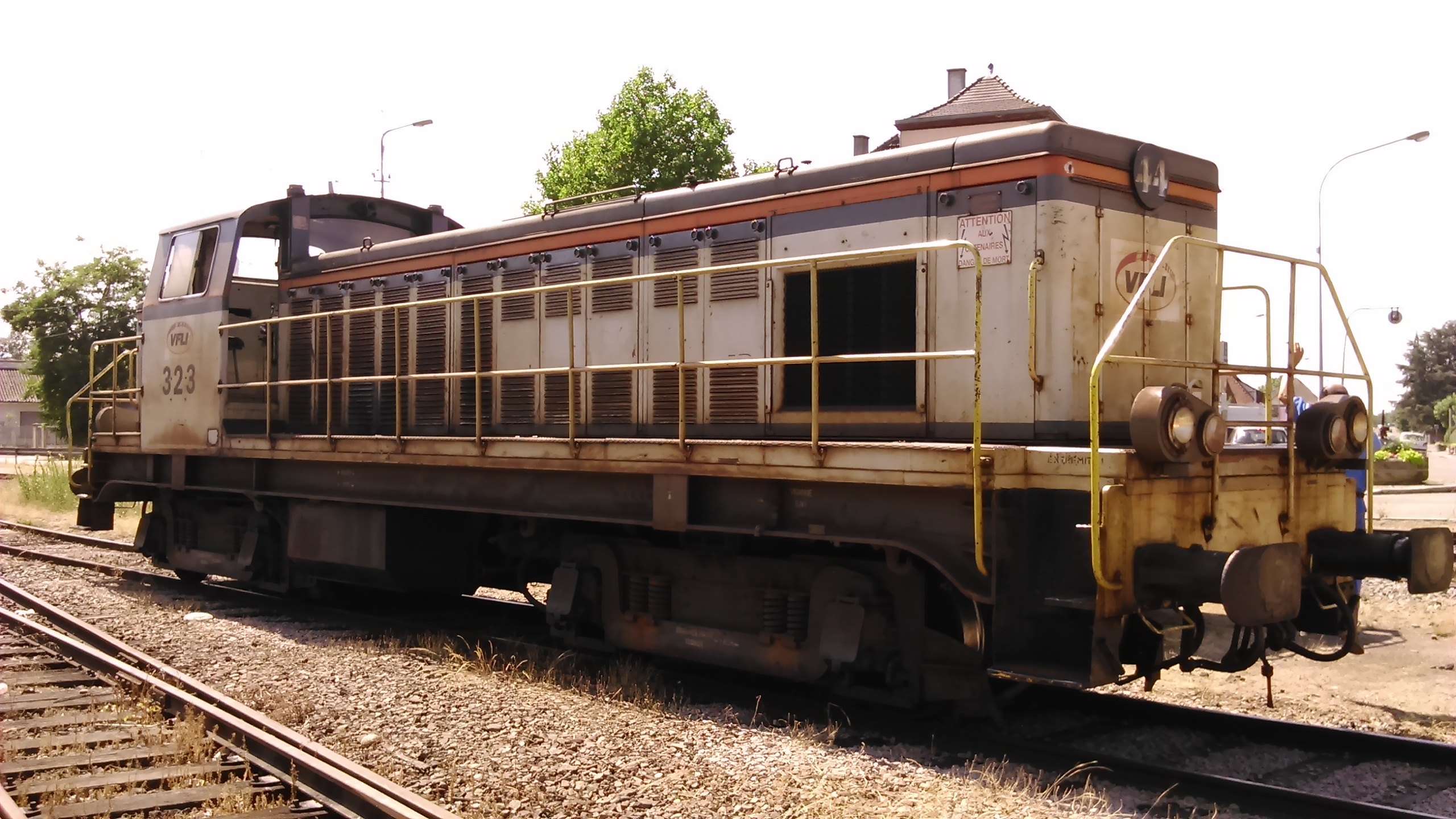
Locomotive VFLI en gare de Strasbourg-Port-du-Rhin.